# Pozsony-Vereknye vasútállomás
A Pozsony-Vereknye (németül: Preßburg Fragendorf Bahnhof, franciául: Gare de Bratislava-Vrakuňa, angolul: Bratislava-Vrakuňa railway station, csehül: Železniční stanice Bratislava-Vrakuňa, szlovákul: Železničná stanica Bratislava-Vrakuňa) állomás Pozsony-Vereknye kerületében található. Az állomás 1895-ben épült, 1974-ben lerombolták. 2015-ben rekonstruálták, és 2016. október 15-én újra átadták. Az állomáson rendszerint RegioJet-vonat áll meg, és tehervonatok haladnak át. Hétköznapokon minden fél órában megy vonat a komáromi végállomásra és óránként a pozsonyi főpályaudvarra, hétvégén pedig óránként mind a két végállomásra.

## Tömegközlekedés
Az állomás ezekhez a buszmegállókhoz van közel:
- Vasúti utca (szlovákul: Železničná)[1]
  - 67: Főrév, Csillagászat utca (szlovákul: Ružinov, Astronomická) és
Pozsonypüspöki, Szőlőskerti utca (szlovákul: Podunajské Biskupice, Vinohradnícka)[2]
  - 79: Pozsony-Vereknye, Csilizs utca (szlovákul: Dolné Hony, Čiližská) és
Pozsonypüspöki, Mogyoró utca (szlovákul: Podunajské Biskupice, Lieskovec) / Pozsonypüspöki, Nyárfa utca (szlovákul: Podunajské Biskupice, Topoľové)[3]

## Fordítás
Ez a szócikk részben vagy egészben  a(z)   Železničná zastávka Bratislava-Vrakuňa című szlovák Wikipédia-szócikk ezen változatának fordításán alapul.  Az eredeti cikk szerkesztőit annak laptörténete sorolja fel. Ez a jelzés csupán a megfogalmazás eredetét és a szerzői jogokat jelzi, nem szolgál a cikkben szereplő információk forrásmegjelöléseként.